# Martin Bizjak
Martin Bizjak, slovenski kipar, * 15. oktober 1874, Konjsko, Sevnica, † 21. marec 1918, Ljubljana.

## Življenje in delo
Učil se je pri Jožefu Štravsu (1843–1902 v Cerknem, delal v Ljubljani pri Andreju Rovšku in pri Feliksu Tomanu (1855–1939), nazadnje pa samostojno. Njegovi najboljši deli sta dva kipa angelov na velikem oltarju uršulinske cerkve v Škofji Loki (1904).